# Јеврејско-римски ратови
Јеврејско-римски ратови је за назив који се користи за неколико оружаних сукоба, односно устанака које је јеврејско становништво Јудеје подигло у покушају да свргне римску власт. Међу њима је најпознатији први, познат као Велики јеврејски устанак (66 - 70), а потом и Бар Кохбин устанак (132 - 135). Сматрају се јеврејско-римским ратовима у најужем смислу, а понекад се у ту групу придодаје тзв. Китосов рат (115 - 117) који су покренули Јевреји из дијаспоре и који се тек у завршној  фази водио у самој Јудеји.
У ширем смислу се под јеврејско-римским ратовима подразумијевају се и каснији устанци - против римског управника Гала (351) и против византијског цара Ираклија (613). Део историчара их због специфичних околности - први је био ограничен на подручје Галилеје, а други део ширег византијско-персијског сукоба - не сматра делом исте целине као претходна три рата.

## Везе
- Први јеврејско-римски рат
- Други јеврејско-римски рат (Китосов рат)
- Трећи јеврејско-римски рат (Бар Кохбин устанак)
- Самарићански устанци